# Jacques Locas (hockey sur glace, 1954)
Pour les articles homonymes, voir Jacques Locas.
Jacques Locas (né le 7 janvier 1954 — mort le 13 août 2006) est un joueur canadien de hockey sur glace professionnel des années 1970.

## Carrière
Locas commence sa carrière en jouant dans la Ligue de hockey junior majeur du Québec pour l'équipe de sa ville natale, Saint-Jérôme ville du Québec au Canada en 1969-1970. Il porte le maillot des Alouettes de Saint-Jérôme pour la saison inaugurale de la LHJMQ avant de rejoindre au cours de la saison suivante les Remparts de Québec. Il rejoint alors Guy Lafleur au sein de l'attaque de l'équipe et va à remporter la victoire en finale des séries de la LHJMQ.
Il remporte une première Coupe Memorial en 1971 et passe les quatre prochaines saisons avec les Remparts. En 1974, il participe au repêchage amateur de la Ligue nationale de hockey et est choisi en tant que 184e joueur au total par les Kings de Los Angeles. Il ne rejoindra jamais la LNH mais à la place rejoint en 1974 l'Association mondiale de hockey.
Il quitte les Remparts en tant que second meilleur pointeur de l'histoire de l'équipe avec 449 points, deux de moins qu'André Savard. Il finit second meilleur pointeur de la LHJMQ à deux reprises en 1972-1973 et 1973-1974.
Locas passe quatre saisons dans l'AMH pour différentes équipes sans jamais parvenir à s'imposer et à retrouver son niveau junior. Il totalise ainsi 119 points au cours de sa carrière dans l'AMH. Souvent blessé et lassé de déménager, il préfère arrêter sa carrière à l'issue de la saison 1977-1978. Il profite de sa retraite pour retourner vivre dans sa ville natale avec son épouse Danielle. Le 13 août 2006, il meurt à l'âge de 52 ans.  Il avait été admis au temple de la renommée de la LHJMQ en 2002.
Un aréna de Saint-Jérôme porte le nom de son père, Jacques Locas Sr., mais est depuis mai 2008 fermée au public et inutilisée en raison de l'état de la structure.

## Statistiques
Pour les significations des abréviations, voir Statistiques du hockey sur glace.
| Saison     | Équipe                    | Ligue      |     | Saison régulière | Saison régulière | Saison régulière | Saison régulière | Saison régulière |   | Séries éliminatoires | Séries éliminatoires | Séries éliminatoires | Séries éliminatoires | Séries éliminatoires |
| Saison     | Équipe                    | Ligue      | PJ  | B                | A                | Pts              | Pun              | PJ               | B | A                    | Pts                  | Pun                  |                      |                      |
| 1969-1970  | Alouettes de Saint-Jérôme | LHJMQ      | 45  | 35               | 33               | 68               | 43               | -                | - | -                    | -                    | -                    |                      |                      |
| 1970-1971  | Alouettes de Saint-Jérôme | LHJMQ      | 32  | 20               | 21               | 41               | 35               | -                | - | -                    | -                    | -                    |                      |                      |
| 1970-1971  | Remparts de Québec        | LHJMQ      | 18  | 4                | 14               | 18               | 8                | 14               | 8 | 7                    | 15                   | 28                   |                      |                      |
| 1971-1972  | Remparts de Québec        | LHJMQ      | 46  | 43               | 39               | 82               | 49               | -                | - | -                    | -                    | -                    |                      |                      |
| 1972-1973  | Remparts de Québec        | LHJMQ      | 62  | 68               | 75               | 143              | 79               | -                | - | -                    | -                    | -                    |                      |                      |
| 1973-1974  | Remparts de Québec        | LHJMQ      | 63  | 99               | 107              | 206              | 87               | -                | - | -                    | -                    | -                    |                      |                      |
| 1974-1975  | Gulls de Hampton          | SHL        | 15  | 15               | 6                | 21               | 12               | 13               | 4 | 9                    | 13                   | 35                   |                      |                      |
| 1974-1975  | Blades de Baltimore       | AMH        | 12  | 1                | 4                | 5                | 4                | -                | - | -                    | -                    | -                    |                      |                      |
| 1974-1975  | Racers d'Indianapolis     | AMH        | 11  | 0                | 1                | 1                | 2                | -                | - | -                    | -                    | -                    |                      |                      |
| 1975-1976  | Stingers de Cincinnati    | AMH        | 80  | 27               | 46               | 73               | 70               | -                | - | -                    | -                    | -                    |                      |                      |
| 1976-1977  | Stingers de Cincinnati    | AMH        | 45  | 18               | 13               | 31               | 27               | -                | - | -                    | -                    | -                    |                      |                      |
| 1976-1977  | Cowboys de Calgary        | AMH        | 22  | 3                | 4                | 7                | 2                | -                | - | -                    | -                    | -                    |                      |                      |
| 1977-1978  | Indians de Springfield    | LAH        | 21  | 3                | 3                | 6                | 29               | -                | - | -                    | -                    | -                    |                      |                      |
| 1977-1978  | Stingers de Cincinnati    | AMH        | 17  | 0                | 2                | 2                | 6                | -                | - | -                    | -                    | -                    |                      |                      |
| Totaux AMH | Totaux AMH                | Totaux AMH | 187 | 49               | 70               | 119              | 111              | -                | - | -                    | -                    | -                    |                      |                      |

## Trophées et honneurs
- 1970-1971
  - Trophée Jean-Rougeau de la meilleure équipe de la saison régulière
  - Coupe du président de la meilleure équipe des séries
  - Coupe Memorial
- 1972-1973
  - Trophée Jean-Rougeau
  - Coupe du Président
- 1973-1974
  - Coupe du Président